# Steintor (Stadtbahn di Hannover)
La stazione di Steintor è una stazione sotterranea della Stadtbahn di Hannover, posta sotto l'omonima piazza nel centro cittadino.
La stazione è servita dal tracciato C della rete di Stadtbahn, percorso da 4 linee; in superficie è posto il tracciato D (di tipo tranviario), servito da 2 linee.

## Movimento
La stazione è servita dalle linee 4, 5, 6 e 11.